# Белобродское
Белобро́дское (до 1948 года Сарыла́р; укр. Білобродське, крымскотат. Sarılar, Сарылар) — исчезнувшее село в Ленинском районе Республики Крым, располагавшееся на юго-западе района и Керченского полуострова, примерно в 6 км к югу от современного села Яркое.

## История
Первое документальное упоминание села встречается в Камеральном Описании Крыма… 1784 года, судя по которому, в последний период Крымского ханства Сарылар входил в Арабатский кадылык Кефинского каймаканства.
После присоединения Крыма к России (8) 19 апреля 1783 года, (8) 19 февраля 1784 года, именным указом Екатерины II сенату, на территории бывшего Крымского Ханства была образована Таврическая область и деревня была приписана к Левкопольскому, а после ликвидации в 1787 году Левкопольского — к Феодосийскому уезду Таврической области. После Павловских реформ, с 1796 по 1802 год, входила в Акмечетский уезд Новороссийской губернии. По новому административному делению, после создания 8 (20) октября 1802 года Таврической губернии, Саллар был включён в состав Парпачской волости Феодосийского уезда.
По Ведомости о числе селений, названиях оных, в них дворов… состоящих в Феодосийском уезде от 14 октября 1805 года, в деревне Саллар числилось 25 дворов и 142 жителя. На военно-топографической карте генерал-майора Мухина 1817 года деревня Соллар обозначена с 25 дворами. После реформы волостного деления 1829 года Кулеш Мечет, согласно «Ведомости о казённых волостях Таврической губернии 1829 года», передали в состав Учкуйской волости. На карте 1836 года в деревне 29 дворов, как и на карте 1842 года.
В 1860-х годах, после земской реформы Александра II, деревню приписали к Арма-Элинской волости. Согласно «Списку населённых мест Таврической губернии по сведениям 1864 года», составленному по результатам VIII ревизии 1864 года, Сарылар — владельческая татарская деревня с 28 дворами, 210 жителями и мечетью при колодцах. По обследованиям профессора А. Н. Козловского начала 1860-х годов, в селении «все без исключения колодцы с весьма солёною водою, годною лишь для животных. Людьми же в пищу не употребляется». На трёхверстовой карте Шуберта 1865—1876 года в деревне Сарылар обозначено 8 дворов. По «Памятной книге Таврической губернии 1889 года», по результатам Х ревизии 1887 года, в деревне Сарылар, уже Владиславской волости, числилось 5 дворов и 27 жителей.
После земской реформы 1890-х годов деревню передали в состав Петровской волости. По «…Памятной книжке Таврической губернии на 1892 год» в Сарыларе, входившем в Джапар-Бердинское сельское общество, числилось 133 жителя в 25 домохозяйствах, а в безземельном Сарыларе, не входившем в сельское общество — 125 жителей, домохозяйств не имеющих. На верстовой карте Крыма 1896 года в селении обозначено 77 дворов с татарским населением. По «…Памятной книжке Таврической губернии на 1902 год» в деревне Сарылар, входившей в Джапар-Бердынское сельское общество, числилось 220 жителей в 68 домохозяйствах. По Статистическому справочнику Таврической губернии. Ч.II-я. Статистический очерк, выпуск пятый Феодосийский уезд, 1915 год, в деревне Сарылар Петровской волости Феодосийского уезда числилось 89 дворов (24 двора с землёй, 60 — безземельные) с татарским населением в количестве 166 человек приписных жителей и 235 «посторонних», из которых 214 мужчин и 187 женщин. Жители владели 3051 десятинами удобной земли. В хозяйствах имелось 259 лошадей, 172 вола, 94 коровы и 1642 головы овец, свиней, или коз.
После установления в Крыму Советской власти, по постановлению Крымревкома, 25 декабря 1920 года был образован Керченский (степной) уезд, а, постановлением ревкома № 206 «Об изменении административных границ» от 8 января 1921 года была упразднена волостная система и село вошло в состав Петровского района Керченского уезда, а в 1922 году уезды получили название округов. 11 октября 1923 года, согласно постановлению ВЦИК, в административное деление Крымской АССР были внесены изменения, в результате которых округа были отменены, Петровский район упразднили, влив в Керченский район. Согласно Списку населённых пунктов Крымской АССР по Всесоюзной переписи 17 декабря 1926 года, в селе Сарылар, центре Сарыларского сельсовета Керченского района, числилось 80 дворов, все крестьянские, население составляло 342 человека, из них 316 татар, 19 украинцев и 7 русских, действовала татарская школа I ступени (пятилетка). Постановлением ВЦИК «О реорганизации сети районов Крымской АССР» от 30 октября 1930 года (по другим сведениям 15 сентября 1931 года) Керченский район упразднили и село включили в состав Ленинского. По данным всесоюзной переписи населения 1939 года в селе проживало 196 человек. Видимо, в ходе той же реорганизации, был упразднён сельсовет, поскольку на 1940 год он уже не существовал, хотя, на подробной карте РККА Керченского полуострова 1941 года совет подписан и обозначено 74 двора.
В 1944 году, после освобождения Крыма от фашистов, согласно постановлению ГКО № 5859 от 11 мая 1944 года, 18 мая крымские татары были депортированы в Среднюю Азию. С 25 июня 1946 года селение в составе Крымской области РСФСР. Указом Президиума Верховного Совета РСФСР от 18 мая 1948 года, Сарылар переименовали в Белобродское, в честь погибшего 13 декабря 1941 года комиссара Ялтинского партизанского отряда Белобородского. 26 апреля 1954 года Крымская область была передана из состава РСФСР в состав УССР. Исключено из учётных данных в 1958 году (согласно справочнику «Крымская область. Административно-территориальное деление на 1 января 1968 года» — в период с 1954 по 1968 год, как село Красногорского сельсовета).

### Динамика численности населения
| - 1805 год — 142 чел. - 1864 год — 210 чел. - 1889 год — 27 чел. - 1892 год — 258 чел. | - 1902 год — 220 чел. - 1915 год — 166/235 чел. - 1926 год — 342 чел. - 1939 год — 196 чел. |